# No Smoking (film, 2007)
Pour les articles homonymes, voir No Smoking.
Pour plus de détails, voir Fiche technique et Distribution.
No Smoking est un film indien de Bollywood réalisé par Anurag Kashyap sorti en 2007.
Le film dont les rôles principaux sont tenus par John Abraham, Ranvir Shorey et Ayesha Takia, est un échec critique et public notable en Inde. 

## Synopsis
K est un trentenaire sûr de lui et arrogant qui refuse obstinément d’arrêter de fumer. Cependant, quand sa femme le quitte, il se résout à suivre une cure de désintoxication dans un établissement tenu par le mystérieux et tout-puissant Shri Shri Prakash Guru Ghantal Baba Bengali Sealdahwale. La méthode de celui-ci est simple et basée sur la peur : à chaque rechute, il inflige des sanctions de plus en plus violentes allant de la maltraitance à la mort d'un proche en passant par la mutilation. K entre alors dans un engrenage infernal où il perd progressivement contact avec la réalité et le contrôle de son esprit.

## Fiche technique et artistique
- Titre : No Smoking
- Réalisation : Anurag Kashyap
- Scénario : Anurag Kashyap
- Direction musicale : Vishal Bharadwaj
- Lyrics : Gulzar
- Chorégraphie : Ganesh Acharya
- Direction artistique : Tariq Umar Khan
- Décors :
- Costumes :
- Photographie : Rajeev Ravi
- Son : Kunal Sharma
- Montage : Aarti Bajaj
- Cascades et combats : Jai Singh Nijjar
- Production : Kumar Mangat Pathak et Vishal Bharadwaj
- Société(s) de production : Eros Entertainment and Big Screen Entertainment Pvt
- Langue originale : hindi
- Pays d'origine : Inde
- Format : Couleurs
- Genre : thriller, fantastique
- Durée : 128 minutes
- Date de sortie : 26 octobre 2007

## Distribution
- John Abraham : K
- Ayesha Takia : Anjali, l'épouse de K / Annie, la secrétaire de K
- Paresh Rawal : Shri Shri Prakash Guru Ghantal Baba Bengali Sealdahwale
- Ranvir Shorey : Abbas Tyerwalla, l'ami de K

## Accueil
No Smoking est très mal accueilli par les critiques indiens qui le trouvent incompréhensible, voire prétentieux. Le public s'en désintéresse également et le film ne récolte que 22,5 millions de roupies.
Il est plus apprécié à l'étranger où il obtient 50 % de critiques positives sur Rotten Tomatoes. Par la suite, il est projeté dans des festivals internationaux où il est bien accueilli.